# David Benyon
David Benyon (* 4. August 1954 in Southampton; † 31. Oktober 2018 in Edinburgh) war ein britischer Mathematiker, Informatiker und Hochschullehrer. Er war Pionier auf dem Gebiet der Mensch-Computer-Interaktion (HCI).

## Leben
Benyon studierte bis 1975 Mathematik und Politik an der University of Essex. 1980 wurde er Dozent für Systemanalyse und -design an der heutigen De Montfort University. Er kombinierte dies mit einem MSc-Studium in Informatik, Kognition und Psychologie an der University of Warwick und wechselte dann 1987 an die Open University.
Benyon begann 1984 im Bereich HCI zu arbeiten.
Während seines Studiums an der Open University promovierte Benyon, gründete die Intelligent Interfaces Special Interest Group und trug zu einem der ersten Lehrbücher auf diesem Gebiet bei, Human-Computer Interaction: Concepts and Design (1994). 1996 wechselte er als Professor für HCI und Interaktionsdesign an die Edinburgh Napier University. Dort blieb er bis zu seinem Tod, und obwohl er kürzlich von einer Krankheit geplagt wurde, gelang es ihm, die vierte Ausgabe seines umfassenden Lehrbuchs Designing User Experience: A Guide to HCI, UX and Interaction Design fertigzustellen. Anfang des Jahres war er auch an der Gründung der Creative Informatics Partnership beteiligt, die „Edinburghs Ruf als Weltklassezentrum für die Kreativwirtschaft stärken“ soll.
Während seiner Zeit am Edinburgh Napier entwickelte Benyon das Konzept der „gemischten Räume“, wie es in seinem 2014 erschienenen Buch „Spaces of Interaction, Places for Experience“ dargelegt wird. Zu den Projekten, an denen die lokale Gemeinschaft beteiligt war, gehörten ein ökologisch sensibler interaktiver Garten, immersive Kuppeln und eine Zusammenarbeit mit Jupiter Artland zur Erstellung einer Minecraft-Version des Skulpturenparks des Campus.
Benyon starb 2018 an den Folgen einer Krebserkrankung.
Benyon war verheiratet mit Linda Dryden, einer Professorin für englische Literatur am Edinburgh Napier, und hat  mit ihr eine Tochter und einen Sohn.

## Werke
- Automating systems development: [proceedings of the International Conference on Computer Based Tools for Information Systems Analysis, Design and Implementation, held April 14 - 16, 1987, in Leicester, United Kingdom] / ed. by David Benyon and Steve Skidmore ISBN 0-306-42931-4 Pp.
- Critical issues in user interface systems engineering / David Benyon and Philippe Palanque (ed.) ISBN 3-540-19964-0
- Conceptual Modeling for User Interface Development ISBN 978-1-447-10797-2